# Université d'ingénierie de Bakou

Logo de l'Université d'ingénierie de Bakou

L'Université d'ingénierie de Bakou (en azerbaïdjanais: Bakı Mühəndislik Universiteti) est un établissement d'enseignement supérieur qui fonctionne comme une entité juridique publique relevant du ministère de l'Éducation de la République d'Azerbaïdjan. L'Université d'ingénierie de Bakou vise à préparer des ingénieurs à tous les niveaux de l'enseignement supérieur, à exécuter des programmes d'enseignement supérieur et supplémentaire dans ce domaine et à conduire des chercheurs scientifiques fondamentaux et appliqués.

## Histoire
L'Université d'ingénierie de Bakou a été créée par arrêté du président de la République d'Azerbaïdjan le 8 novembre 2016. La création de la charte de l'entité juridique publique "Université d'ingénierie de Bakou" a été approuvée par décret du président de la République d'Azerbaïdjan le 21 février 2017. Le ministre de l'Éducation, Mikayil Djabbarov, s'est rendu à l'Université d'ingénierie de Bakou le 3 avril 2017.

## Éducation
La création de l'Université vise à améliorer l'enseignement des technologies de l'ingénierie et à préparer du personnel hautement qualifié pour l'industrie. Selon le niveau de développement actuel de l'économie azerbaïdjanaise, l'université vise à préparer des experts capables de travailler avec des technologies innovantes et d'organiser des processus de production. Les spécialités de niveau licence, master et doctorat sont enseignées en azéri, en anglais et en russe. L'admission à l'université a lieu dans quatre facultés.
1. Faculté des sciences économiques et administratives
2. Faculté d'ingénierie
3. Faculté d'éducation
4. Faculté d'architecture et de construction

L'Université d'ingénierie de Bakou prépare des ingénieurs professionnels à générer de la valeur pour la société tout au long de leur vie technique et professionnelle. Une base académique matérielle-technique moderne et expérimentée qui permet à l'université de préparer les étudiants aux compétences théoriques et pratiques et aux connaissances liées à la profession, à la résolution de problèmes, au travail en équipe, à la pratique de l'ingénierie technique, aux compétences en leadership, à la pensée innovante, etc.
L'Université d'ingénierie de Bakou opère dans un grand campus situé à Abcheron. La superficie totale du Campus est de 200000 m2.